# Cultura di Pengtoushan
La cultura di Pengtoushan (彭頭山文化) (7500 a.C.-6100 a.C.)  è stata una civiltà neolitica sorta attorno al fiume Yangtze nella regione a nord-ovest dello Hunan in Cina, e approssimativamente contemporanea alla cultura di Peiligang. I due principali siti caratteristici di questa cultura sono stati individuati a Pengtoushan e a Bashidang.

## Ritrovamenti
Il sito principale di  Pengtoushan venne scoperto nella contea di Lixian, nella regione dello Hunan in Cina. È il più antico villaggio permanente scoperto finora in Cina;  venne rinvenuto nel 1988, e presentò all'inizio grosse difficoltà di datazione, stimate tra il 9000 al 5500 a.C. In alcune tombe venne scoperto vasellame in argilla con la decorazione tipica a ceramica cordata (cord-marked).
Nel sito vennero trovati resti di chicchi di riso datati tra l'8200 e il 7800 a.C. attraverso il metodo del radiocarbonio e che rappresentano la più antica evidenza della domesticazione del riso in Cina.  La dimensione dei chicchi di riso del sito Pengtoushan era maggiore della dimensione del riso selvatico; tuttavia manca l'evidenza di strumenti per la sua coltivazione. Questi sono stati comunque trovati in altri siti associati a questa cultura.